# Frank Webber
Frank Webber, även kallad Bastille, född 14 juli 1929 i Hackensack i New Jersey, död 5 november 1990 i Dijon i Frankrike, var en amerikansk konstnär som gjorde homoerotisk konst.

## Biografi
Frank Webber föddes i Hackensack i New Jersey och adopterades till en förmögen familj i Westwood i New Jersey där han växte upp. Han studerade till illustratör vid högskolan Pratt Institute och 1955 studerade han metallgravyr på stipendium i Paris. När han återvände till USA började han arbeta som modeillustratör. Han bodde sedan växelvis i USA och Europa och startade ett framgångsrikt företag som illustrerade arkitektur, vilket blev hans huvudsakliga arbete och inkomstkälla.
När han bodde i Paris i början av 1980-talet började han måla gouachebilder av homoerotiska handlingar. Det var då han tog pseudonymen Bastille, franska ordet för Bastiljen, dels för att han bodde där Bastiljen stått och dels för att han var född på årsdagen för stormningen av Bastiljen som anger startskottet för franska revolutionen och är Frankrikes nationaldag. Han ogillade det sätt som homosexuella rörelser strävade efter att göra sexualiteten pryd och rumsren under den så kallade aids-epidemin vid samma tid, och gjorde därför mycket explicita bilder med inslag av latex och gearfetischism. Hans bilder publicerades i sadomasochistiska tidningar, och han konstruerade själv sexleksakerna som han använde i sina bilder. Materialet köpte han hos järnhandlare, de involverade till exempel gasmasker och kunde koppla ihop deltagarnas kroppsöppningar.
Den svenska tidningsmannen Michael Holm brukar nämnas som den som upptäckte Frank Webber. Han publicerade bilderna i sina tidningar som även gav Tom of Finland ett genombrott. Frank Webber dog i Dijon 1990 av AIDS-realterad leukemi.